# 黃意玲
黃意玲，前民進黨雲林縣政治人物，前古坑鄉長，伯祖父為前古坑鄉長黃朝文，其表姊為前雲林縣農業處長、前雲林縣勞工處長、前雲林縣議員、現任古坑鄉長林慧如。